# 森脇忠
森脇 忠（もりわき ただし、1888年（明治21年）3月3日 - 1949年（昭和24年）10月13日）は、日本の洋画家である。

## 経歴・人物
島根県に生まれ、東京美術学校（現在の東京芸術大学）に入学する。1914年（大正3年）に卒業後は同年に自身の作品が文展に初入選され、以後官展にも出品を続けた。1920年（大正9年）には第三高等学校（現在の京都大学）にて教鞭を執り、1941年（昭和16年）までその職にあたった。また勤務中の1920年および1922年（大正11年）には帝展に出品され特選となり、1924年（大正13年）には京都高等工芸学校（現在の京都工芸繊維大学）の講師も務めた。
その後は中沢弘光に師事し、彼の作風に影響を受け室内や風景をシチュエーションとした裸婦画をよくし、油彩による日本風俗の表現を試みた作品の制作に携わる。1940年（昭和15年）には華畝美術協会の設立にも携わった。

## 受賞歴
- 3等賞（1915年）
- 帝展特選（1920年、1922年）

## 主な作品
- 『洋館の女』- この作品で1914年に開催された文展に入選[2]。
- 『鏡の前』- この作品で1915年（大正4年）に開催された文展にて3等賞受賞[2]。
- 『池の畔』- この作品で1920年に開催された帝展にて特選となった[2]。
- 『女の裸体』- この作品で1922年に開催された帝展にて特選となった[2]。